# Michael Janyk
Michael Janyk detto Mike (Vancouver, 22 marzo 1982) è un ex sciatore alpino canadese specialista delle prove tecniche.
È fratello di Britt, a sua volta sciatrice alpina di alto livello.

## Biografia

### Stagioni 1998-2009
Janyk, attivo in gare FIS dal novembre del 1997, ha esordito in Nor-Am Cup il 9 febbraio 1998 a Panorama in discesa libera (78º) e in Coppa del Mondo il 20 gennaio 2002 a Kitzbühel in slalom speciale, senza qualificarsi per la seconda manche. Il 2 gennaio 2004 ha colto a Sunday River in slalom speciale la sua prima vittoria, nonché primo podio, in Nor-Am Cup e nel 2005 ha debuttato ai Campionati mondiali: nella rassegna iridata di Bormio/Santa Caterina Valfurva si è classificato 11º nello slalom speciale.
Ai XX Giochi olimpici invernali di Torino 2006, suo esordio olimpico, si è piazzato 17º nello slalom speciale; nella successiva stagione 2006-2007 ha ottenuto il suo unico podio in Coppa del Mondo, il 3 dicembre a Beaver Creek in slalom speciale (2º), e ha preso parte ai Mondiali di Åre, dove è stato 6º nello slalom speciale e 22º nella supercombinata. Due anni dopo, nella rassegna iridata di Val-d'Isère 2009, ha vinto la medaglia di bronzo nello slalom speciale, alle spalle di Manfred Pranger e Julien Lizeroux, e si è classificato 32º nello slalom gigante.

### Stagioni 2010-2014
Ai XXI Giochi olimpici invernali di Vancouver 2010 si è piazzato 13º nello slalom speciale e 26º nella supercombinata, mentre ai Mondiali di Garmisch-Partenkirchen 2011 non ha completato la prova di slalom speciale. Il 24 marzo 2012 ha colto a Mont-Sainte-Anne in slalom speciale la sua ultima vittoria in Nor-Am Cup e ai successivi Mondiali di Schladming 2013, sua ultima presenza iridata, nella medesima specialità è stato 14º.
Il 26 novembre 2013 è salito per l'ultima volta sul podio in Nor-Am Cup, a Loveland in slalom speciale (3º), e ai successivi XXII Giochi olimpici invernali di Soči 2014, suo congedo olimpico, si è classificato 16º nello slalom speciale. Si è ritirato al termine di quella stessa stagione 2013-2014: la sua ultima gara in Coppa del Mondo è stato lo slalom speciale disputato a Kranjska Gora il 9 marzo, dove è stato 15º, e la sua ultima gara in carriera è stato lo slalom speciale FIS di Grouse Mountain del 31 marzo, chiuso da Janyk al 7º posto.

## Palmarès

### Mondiali
- 1 medaglia:
  - 1 bronzo (slalom speciale a Val-d'Isère 2009)

### Coppa del Mondo
- Miglior piazzamento in classifica generale: 25º nel 2010
- 1 podio:
  - 1 secondo posto

### Coppa Europa
- Miglior piazzamento in classifica generale: 56º nel 2010
- 5 podi:
  - 1 vittoria
  - 2 secondi posti
  - 2 terzi posti

#### Coppa Europa - vittorie
| Data             | Località             | Paese  | Specialità |
| ---------------- | -------------------- | ------ | ---------- |
| 19 dicembre 2009 | Madonna di Campiglio | Italia | SL         |

Legenda:

SL = slalom speciale

### Nor-Am Cup
- Miglior piazzamento in classifica generale: 14º nel 2004
- 16 podi:
  - 6 vittorie
  - 7 secondi posti
  - 3 terzi posti

#### Nor-Am Cup - vittorie
| Data             | Località         | Paese       | Specialità |
| ---------------- | ---------------- | ----------- | ---------- |
| 2 gennaio 2004   | Sunday River     | Stati Uniti | SL         |
| 30 novembre 2006 | Keystone         | Stati Uniti | SL         |
| 4 dicembre 2008  | Winter Park      | Canada      | SL         |
| 5 dicembre 2008  | Winter Park      | Canada      | SL         |
| 1º gennaio 2009  | Loveland         | Canada      | SL         |
| 24 marzo 2012    | Mont-Sainte-Anne | Canada      | SL         |

Legenda:

SL = slalom speciale

### Campionati canadesi
- 9 medaglie[2]:
  - 4 ori (slalom speciale nel 2004; slalom speciale nel 2006; slalom speciale nel 2009; slalom speciale nel 2010)
  - 2 argenti (slalom speciale nel 2005; slalom gigante nel 2006)
  - 3 bronzi (slalom speciale nel 2001; supercombinata nel 2010; slalom speciale nel 2012)